# Yuyu (magia)

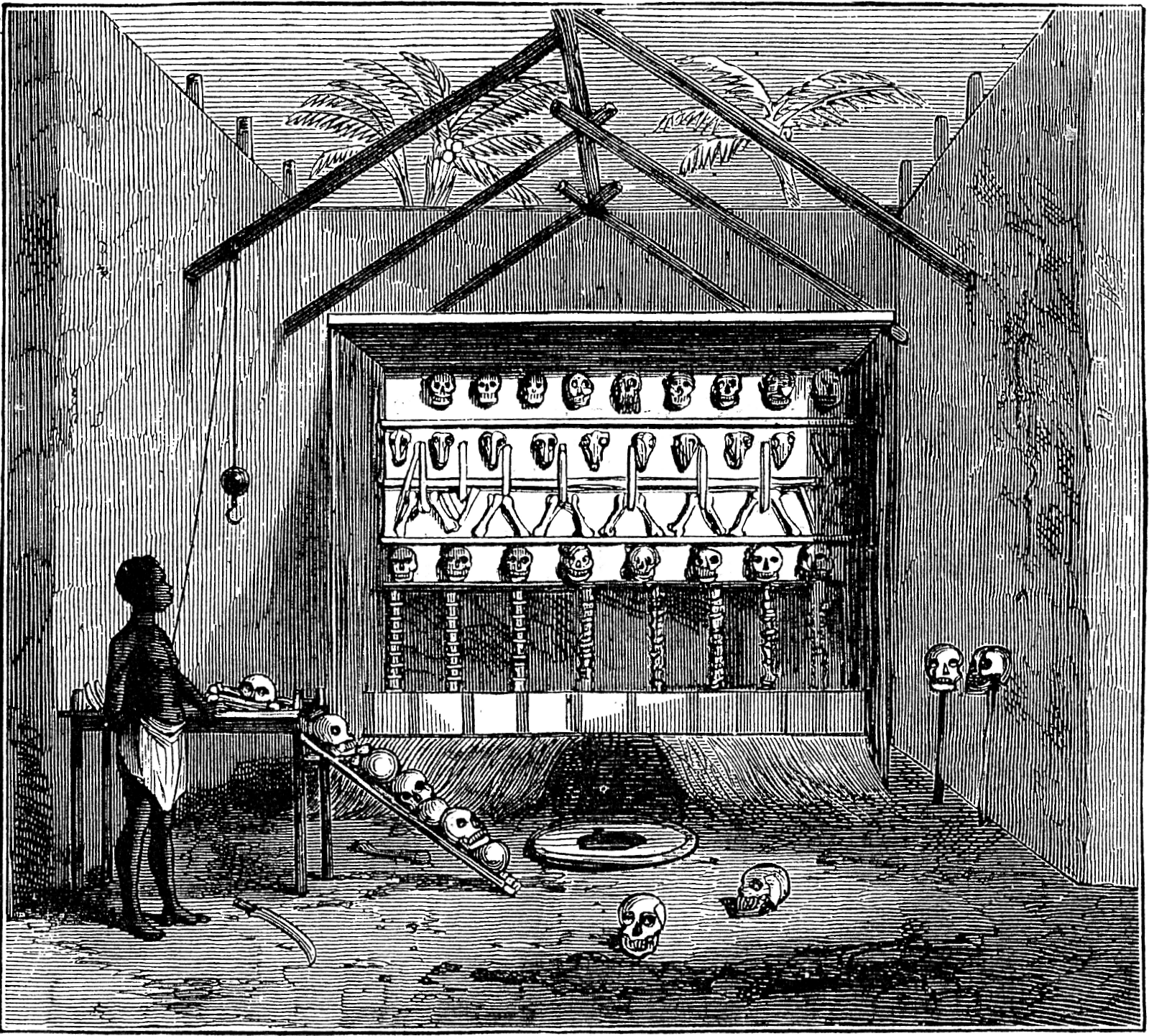
Ilustración victoriana de 1873 de una «casa de yuyu» en la región del Golfo de Benín mostrando cráneos y huesos a modo de fetiches.

Yuyu es un término empleado para designar algunas prácticas mágico-religiosas de la religión tradicional del África Occidental. El término yuyu se refiere también al uso de objetos para realizar actos mágicos o de brujería. Proviene de la palabra jùujúu de la lengua hausa —magia, brujería o amuleto— y ha llegado al español a través del inglés.

Un objeto de cualquier clase venerado por superstición por etnias nativas de África occidental, usadas para encantamientos, como amuletos o como medio de protección o fetiche. También el poder mágico o sobrenatural, o el sistema de ritos conectados con ellos, también una prohibición o evitación efectuada por medio de dicho objeto (similar al tabú de los polinesios).

El término yuyu y las prácticas asociadas con él fueron llevadas a América desde África por los esclavos. Estas prácticas siguen vivas en algunas zonas del continente americano, principalmente en la costa pacífica de Colombia, Las costas centrales y occidentales de Venezuela, y en el norte de Ecuador. 
En el léxico del español el vocablo yuyu es un afronegrismo que, desde el inglés a partir del hausa, se incorporó al habla coloquial de España para indicar miedo, respeto supersticiosoy, por derivación, malestar (que se pudiera entender causado por yuyu) y como así se incorporó al diccionario de la RAE en diciembre de 2024.